# Боско Гранде (Потенца)
Боско Гранде (итал. Bosco Grande) је насеље у Италији у округу Потенца, региону Базиликата.
Према процени из 2011. у насељу је живело 96 становника. Насеље се налази на надморској висини од 811 м.